# Верхняя Корсика
Верхняя Корсика (фр. Haute-Corse, корс. Corsica suprana) — департамент Франции, один из департаментов региона Корсика. Порядковый номер — 2B. Административный центр — Бастия. Население — 168 869 человек (93-е место среди департаментов, данные 2010 г.).

## География
Площадь территории — 4666 км². Департамент с трех сторон омывается водами Средиземного моря, на юго-западе граничит с департаментом Южная Корсика. На территории департамента находится высочайшая вершина Корсики, гора Чинто.

## История
С 1793 по 1811 г. на территории нынешней Верхней Корсики располагался департамент Голо. Затем на острове Корсика был образован единый департамент Корсика. 15 сентября 1975 г. остров был поделен на два департамента.

## Административно-территориальное деление
Департамент включает 3 округа, 30 кантонов и 236 коммун.